# دوللي (نعجة)

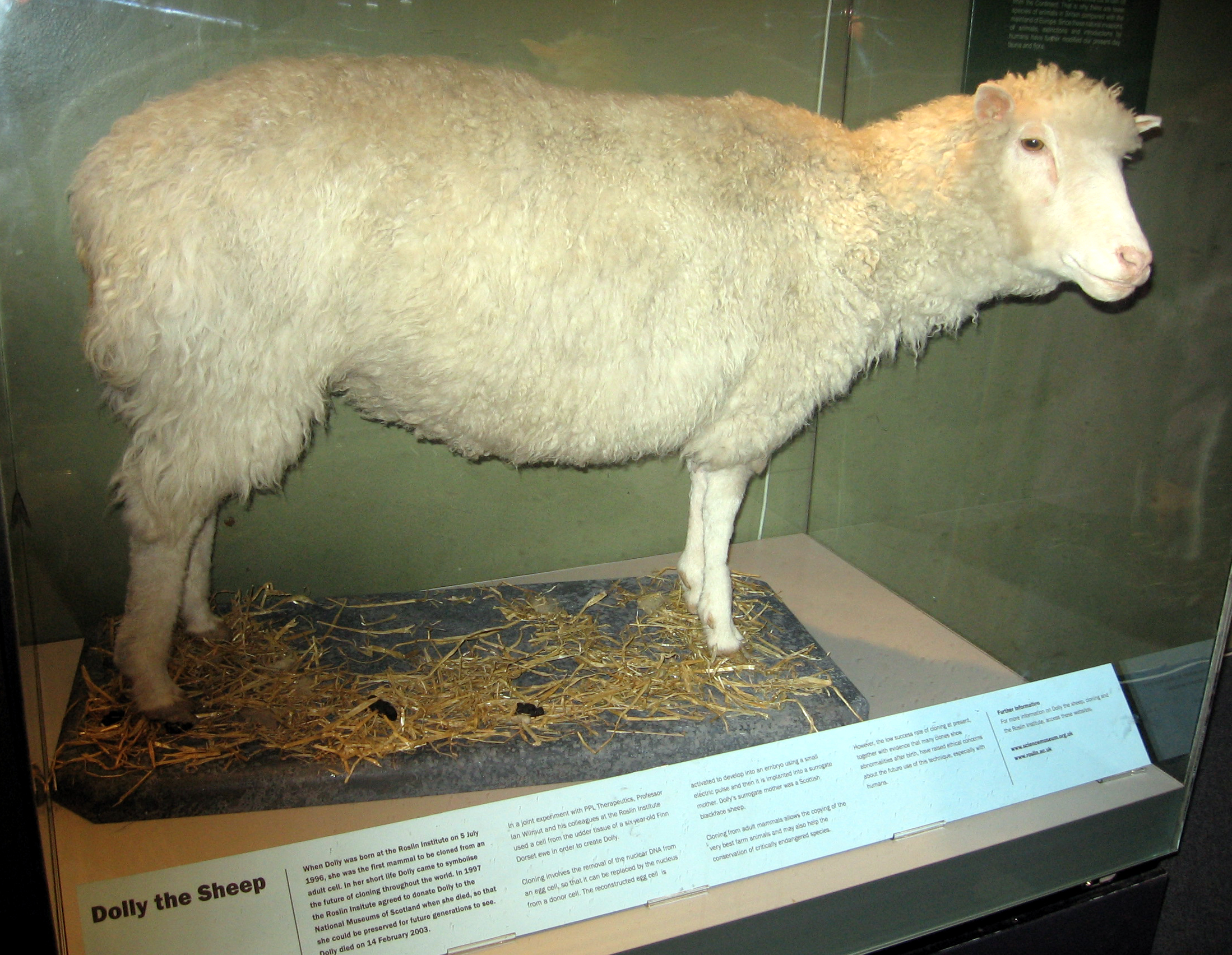
النعجة دوللي

النعجة دوللي (5 يوليو 1996 - 14 فبراير 2003) هي أول حيوان ثدي يتم استنساخه بنجاح من خلية جسمية (يتم استنساخه من خلايا حيوان آخر بالغ). تم استنساخها في معهد روزلين في جامعة إدنبرة في اسكتلندا بالمملكة المتحدة.
اتخذ المعهد قرار إنهاء حياة النعجة المريضة التي بلغ عمرها ست سنوات بأسلوب القتل الرحيم بعد أن أظهرت الفحوص البيطرية أنها مصابة بمرض صدري في حالة متدهورة.

## تشريح الجثة

توضيح عملية الاستنساخ التي أنتجت دوللي

ويقول الدكتور هاري جريفين من المعهد إن النعجة يمكن أن تعيش ما بين 11 و12 عاما، وأن الإصابة بأمراض الرئة يعد أمرا عاديا في النعاج المسنة. وقال هاري إنه سيتم إجراء تشريح كامل للجثة وسيصدر تقرير بأي نتائج مثيرة.
وكان الإعلان عن موت النعجة دوللي بعد سبع سنوات من مولدها بداية لخلاف عالمي، رغم اعتباره أحد أهم الإنجازات العلمية الضخمة خلال عقد التسعينيات.
ولكن الإنجاز أثار أيضا جدلا يستمر حتى اليوم حول أخلاقيات الاستنساخ، خصوصا مع تطوير الأساليب وبدء تطبيقها على البشر.
وقد ولدت دوللي حملا عام 1998 ثم تبعته بثلاثة عام 1999. ولكن في يناير كانون ثاني من العام الماضي تدهورت حالتها الصحية بعد تشخيص إصابتها بمرض الروماتزم. وهذا المرض عادة ما يصيب النعاج المتقدمة في العمر، وبعدها بدأ جدال آخر حول كيفية قياس العمر الحقيقي للنعجة، ومخاطر الإصابة بالشيخوخة المبكرة لدى الكائنات المستنسخة.
وقال البرفيسور إيان ويلموت الذي قاد فريق الاستنساخ، إن ثمة قصورا في أساليب الاستنساخ وتحتاج لمزيد من التطوير.
ويقول الدكتور باتريك ديكسون، وهو كاتب في أخلاقيات الاستنساخ البشري، إن طبيعة نفوق النعجة دوللي قد تكون لها ردود فعل كبيرة على إمكانية استنساخ طفل آدمي.
وقال إن الموضوع الرئيس هو سبب موت دوللي، وهل الأمر متعلق بالشيخوخة المبكرة، فهي لم تكن متقدمة في العمر، بمقاييس النعاج، ليضطر الأطباء إلى إنهاء حياتها.
وقال البروفيسور ريتشارد جاردنر، رئيس الجمعية الملكية لأبحاث الخلايا الجذعية إنه لابد من انتظار نتائج تشريح جثة النعجة لمعرفة سبب الموت المبكر وإذا ما كان بسبب أنها مستنسخة. وهو ما قد يلقي الضوء على أوجه قصور استنساخ البشر.
ومن المقرر أن توضع جثة النعجة دوللي في متحف اسكتلندا الوطني في ادنبره.

## اقرأ أيضا
- معهد روزلين
- إنجاز (جمل)
- بولي ومولي